# Poljane (gmina Rečica ob Savinji)
Poljane – wieś w Słowenii, w gminie Rečica ob Savinji. W 2018 roku liczyła 132 mieszkańców.